# B501 (België)
De B501 is een korte verbindingsweg (bretelle) in België tussen de R50 en de A7/E19/E42 te Bergen. Het is een autoweg. De N50 van Kortrijk en Brugge sluit hier ook op aan.
B101 · B102 · B201 · B202 · B401 · B402 · B403 · B404 · B501 · B601 · B602 · B901